# Варнијери (Фрозиноне)
Варнијери је насеље у Италији у округу Фрозиноне, региону Лацио.
Према процени из 2011. у насељу је живело 84 становника. Насеље се налази на надморској висини од 607 м.